# Paloma Ulloa
Paloma Ulloa és una escriptora espanyola, nascuda a  Yverdon els Bains (Suïssa) l'any 1968. Amb poc més de 20 anys, publica la seva primera obra infantil, l'any 1989, amb l'editorial Escuela Española, abans d'emprendre els seus estudis de Geografia i Història a Madrid. L'any 1997 va publicar "Madrid al detalle" a l'Editorial Complutense i a l'octubre de 2006 torna a publicar de nou per al públic infantil, "Barahonda Bilon": un text en què l'autora reprèn els clàssics de Nadal per crear una història nova a la qual es fonen les tradicions dels Reis Mags amb la puixant figura del Pare Noel.
Després de l'èxit d'aquest àlbum il·lustrat, el maig de 2007, publica “Las adivinanzas del Rey del Mar”, una rondalla didàctica i interactiva que convida al lector a resoldre endevinalles i a formar part de l'aventura.
De tornada a la literatura per a adults i a la seva passió pels viatges, Paloma Ulloa va obrir en 2008 la col·lecció "Cuadernos de Viaje", de l'Editorial Buchmann, amb “Madrid”, una guia d'autor íntima i exhaustiva, a través de la qual explora l'ànima de la ciutat.
L'hivern de 2008 va publicar “Barahonda y los Mayas”, títol amb el qual, el seu ja conegut personatge, obre una col·lecció que convidarà als més petits a recórrer a través de la història i la imaginació la geografia del Món. L'any 2014 surt a la venda, a Edicions B (Uruguai) la novel·la "Las novias de Travolta"

## Obres
- Las adivinanzas del rey del mar" (Madrid: Escuela española, 1989), ISBN 978-84-331-0437-3
- Madrid al detalle (La aventura de mirar hacia arriba) (Madrid: Ed. Complutense, 1997), ISBN 978-84-89784-27-7
- Barahonda Bilón (Madrid: Ediciones Buchmann, 2006), ISBN 978-84-935312-0-1

- Las adivinanzas del rey del mar" (Madrid: Ediciones Buchmann, 2007), ISBN 978-84-935312-3-2
- Madrid (Colección Cuadernos de Viaje®) (Madrid: Ediciones Buchmann, 2008), ISBN 978-84-935312-1-8
- Barahonda y los Mayas (Madrid: Ediciones Buchmann, 2008), ISBN 978-84-935312-5-6
- Postales en el tiempo (Madrid: Ediciones Buchmann, 2011), ISBN 978-84-937087-5-7
- Las novias de Travolta (Montevideo: Ediciones B, 2014) ISBN 978-9974-8415-5-0
- Las novias de Travolta (Mujeres de cuarenta... y tantos) 2011, adaptació de l'obra homònima de l'autor uruguaià Andrés Tulipano.